# Gassel-Doundéhi
Pour les articles homonymes, voir Gassel (homonymie).
Gassel-Doundéhi est une localité située dans le département de Kelbo de la province du Soum dans la région Sahel au Burkina Faso.

## Histoire
Gassel-Doundéhi est érigé en village indépendant administrativement de Bélégagnagué en 2006.

## Santé et éducation
Le centre de soins le plus proche de Gassel-Doundéhi est le centre de santé et de promotion sociale (CSPS) de Kelbo tandis que le centre médical avec antenne chirurgicale (CMA) se trouve à Djibo.
Le village ne possède pas d'école primaire, les élèves devant aller à Bélégagnagué.